# Glad You Came
Glad You Came (znana też jako I'm Glad You Came) – druga piosenka brytyjsko-irlandzkiego boysbandu The Wanted z ich drugiego albumu studyjnego zatytułowanego Battleground. Wydana przez Island Records z dniem 24 maja 2011 r. Piosenka została napisana przez Steve’a Maca, Wayne’a Hectora i Eda Drewetta.

## Lista utworów
1. „Glad You Came” – 3:18
2. „Iris” (Live Tour Performance) – 4:02